# Wilchenreuth
Wilchenreuth ist ein Ortsteil der Gemeinde Theisseil im Landkreis Neustadt an der Waldnaab in Bayern.

## Lage
Das Kirchdorf liegt nördlich des Kernortes Theisseil. Westlich verläuft die Kreisstraße NEW 27, östlich fließt der Elzenbach, ein linker Zufluss der Girnitz.

## Einwohnerentwicklung in Wilchenreuth ab 1817
| Jahr | Einwohner | Gebäude |
| ---- | --------- | ------- |
| 1817 | 117       | 22      |
| 1861 | 165       | k. A.   |
| 1871 | 152       | 58      |
| 1885 | 159       | 23      |
| 1900 | 123       | 21      |
| 1925 | 148       | 25      |

| Jahr | Einwohner | Gebäude |
| ---- | --------- | ------- |
| 1950 | 166       | 24      |
| 1961 | 96        | 25      |
| 1970 | 92        | k. A.   |
| 1987 | 91        | 29      |
| 2011 | 85        | k. A.   |

## Sehenswürdigkeiten
In der Liste der Baudenkmäler in Theisseil sind für Wilchenreuth vier Baudenkmale aufgeführt, darunter
- St. Ulrich (Wilchenreuth, evangelisch)
- St. Ulrich (Wilchenreuth, katholisch)

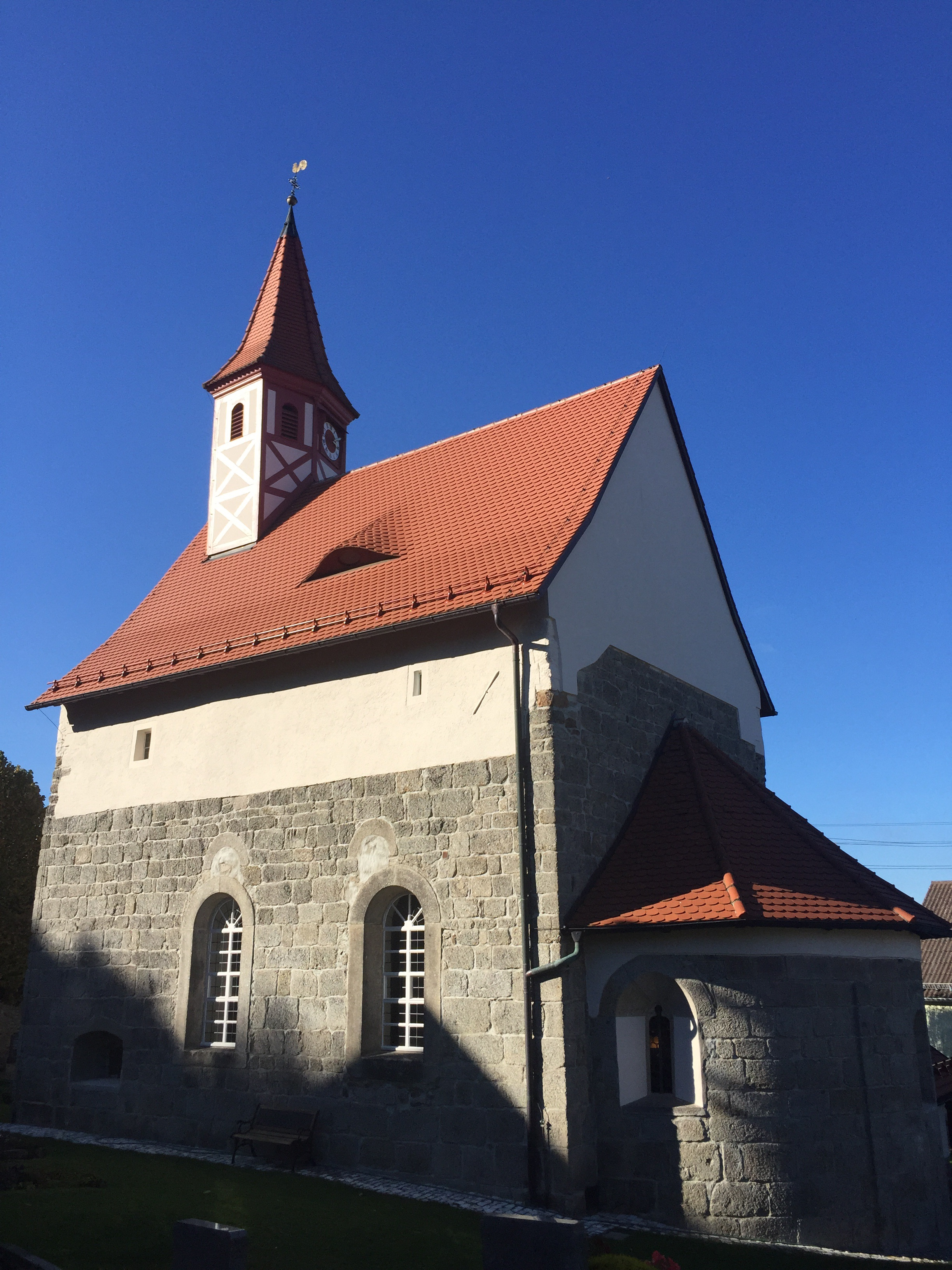
St. Ulrich, evangelisch (2017)
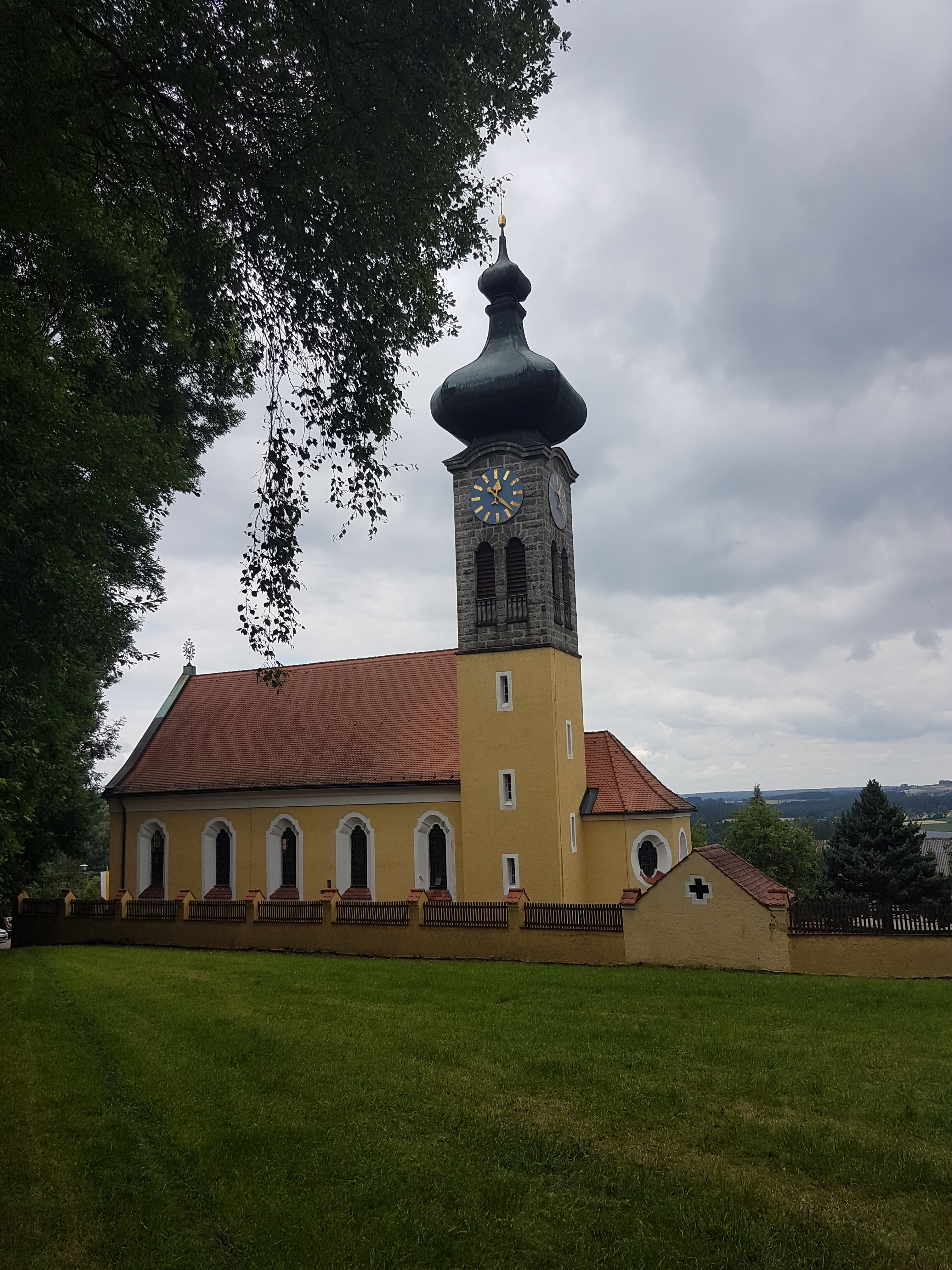
St. Ulrich, katholisch (2017)